# School Ties
School Ties là một bộ phim chính kịch-thể thao của Mỹ phát hành năm 1992 do Robert Mandel đạo diễn và có sự tham gia của Brendan Fraser, Matt Damon, Chris O'Donnell, Randall Batinkoff, Andrew Lowery, Cole Hauser, Ben Affleck và Anthony Rapp. Brendan Fraser vào vai chính David Greene, một học sinh trung học người Do Thái được trao học bổng thể thao tại một trường dự bị hạng ưu vào năm cuối cấp.

## Nội dung phim
Lấy bối cảnh những năm 1950, School Ties kể về câu chuyện của David Greene (Brendan Fraser), một thanh thiếu niên người Do Thái thuộc tầng lớp lao động đến từ Scranton, Pennsylvania, được trao học bổng bóng đá theo học năm cuối cấp tại một trường chuyên trung học dự bị ở Massachusetts nhờ thành tích học tập tốt và nhất là khả năng chơi bóng của mình. Đến trường mới, anh gặp các bạn cùng lớp và cũng là đồng đội của mình, bao gồm Rip Van Kelt (Randall Batinkoff), Charlie Dillon (Matt Damon), Jack Connors (Cole Hauser), và người bạn cùng phòng Chris Reece (Chris O'Donnell). Những chàng trai này đều những học sinh năm cuối, được xem là những đàn anh nổi tiếng và rất được ngưỡng mộ trong trường. Họ đến từ các gia tộc khá giả và tiếng tăm, được đặc cách học về những nội quy trọng thể danh giá của trường. Sau khi chớm biết những người bạn mới của mình có thành kiến với người Do Thái, David đã che giấu lý lịch của mình.
David trở thành người hùng của đội bóng và giành được sự chú ý của một tiểu thư xinh đẹp tên Sally Wheeler (Amy Locane), người mà Charlie luôn tuyên bố là bạn gái của mình dù cô chưa bao giờ xem Charlie là người yêu của mình cả. Trong một buổi tiệc mừng chiến thắng trước đội bóng kình địch trường St. Luke's, Charlie vô tình phát hiện ra rằng David là người Do Thái. Vì ghen tị, Charlie đã tung tin cho cả trường biết, khiến Sally và kể cả đồng đội của David quay lưng lại với David. Không lâu sau đó, David còn tìm thấy trên đầu giường của mình treo một tấm biển có hình chữ vạn (biểu tượng thời phát xít Đức Quốc Xã) cùng dòng chữ "Cút về nhà đi, tên Do Thái". David liên tục bị quấy rối bởi các bạn cùng lớp của mình mà cầm đầu là tên Richard "McGoo" Collins (Anthony Rapp) cùng gã bạn cùng phòng, Chesty Smith (Ben Affleck), cũng đóng vai trò là vệ sĩ của McGoo. Chỉ có Chris và một học sinh khác vẫn trung thành với David.
Vì áp lực từ tiếng tăm danh giá của gia tộc mình, Charlie đã sử dụng phao thi để gian lận trong một kỳ thi quan trọng môn lịch sử. David và Van Kelt phát hiện Charlie quay bài, nhưng vẫn giữ im lặng. Kết thúc buổi thi, Charlie bị một bạn cùng lớp đùa giỡn xô đẩy trong lúc rời phòng thi và làm rơi tờ phao xuống sàn mà không hề hay biết. Giáo viên môn lịch sử, thầy Geirasch (Michael Higgins), phát hiện ra tấm giấy phao, nên ông thông báo cho cả lớp rằng ông sẽ đánh rớt cả lớp nếu nhưng kẻ gian lận không chịu thú tội. Ông để cho các học sinh của mình tự giải quyết vấn đề bằng cách tìm cho ra kẻ gian lận. Cuộc điều tra sẽ do lớp trưởng Van Kelt đảm nhiệm.
David đến bảo Charlie rằng anh sẽ tố cáo việc hắn ta gian lận nếu hắn không tự thú, Charlie giải thích là do việc bị áp lực từ danh tiếng gia đình, xin lỗi David vì những hành động ức hiếp đối với David, và thậm chí còn cố dùng tiền để mua chuộc hòng mong David im lặng nhưng David thẳng thừng từ chối. Trong lúc họp lớp, khi David vừa chuẩn bị định lên tiếng vạch trần Charlie thì bất ngờ Charlie lật mặt đổ tội ngược lại cho David. Cả hai lao vào nhau khiến trưởng lớp Van Kelt phải xen vào ngăn ẩu đả và bảo cả hai rời khỏi phòng họp cho đến khi cả lớp biểu quyết xem ai là người nói thật, ai là người giả dối. Cả David và Charlie đồng ý và về phòng mình chờ. Trong lúc đó, chỉ vì sự kỳ thị người Do Thái, đa số các thành viên trong lớp đều cho rằng David chính là người đã gian lận, trong khi đó chỉ có Chris, một học sinh khác và Jack Connors là phản đối việc này và khẳng định David không thể là người gian lận hay giả dối, dù rằng chính Jack thừa nhận chính mình cũng là một kẻ theo chủ nghĩa bài Do Thái, nhưng trong những ngày tháng tiếp xúc với David, Jack thấy David là người tốt. Mặc dù vậy, cuối cùng cả lớp đều biểu quyết David là người có tội, khiến lớp trưởng Van Kelt bảo David phải lên phòng của thầy hiệu trưởng, Tiến sĩ Bartram (Peter Donat), để "thú nhận".
Ngày hôm sau, David đến văn phòng thầy hiệu trưởng và nói rằng mình là kẻ đã quay bài trong buổi thi. Tuy nhiên, David không biết rằng lớp trưởng Van Kelt đã đến trước anh để báo thầy hiệu trưởng rằng sự thật rằng chính Charlie Dillon mới là kẻ gian lận. Thầy Bartram bảo David và Van Kelt đáng lẽ phải báo ngay từ đầu mới đúng, nhưng sau đó thì thứ lỗi cho cả hai. Trong lúc đó thì Charlie đã bị đuổi học. Khi David rời phòng hiệu trưởng, anh thấy Charlie đang trên xe rời khỏi khuôn viên trường. Charlie ngừng lại, bảo David rằng trước sau gì hắn ta cũng sẽ được vào học trường Harvard mà thôi, và những năm sau đó, việc hắn ta gian lận thi cử sẽ bị lãng quên, còn David sẽ vẫn mãi được người ta nhớ là "một tên Do Thái". David trả lời: "Còn mày vẫn là thằng khốn nạn", rồi anh bước đi.

## Diễn viên
- Brendan Fraser trong vai David Greene
- Matt Damon trong vai Charlie Dillon
- Chris O'Donnell trong vai Chris Reece
- Randall Batinkoff trong vai Rip Van Kelt, trưởng phòng
- Andrew Lowery trong vai "Mack" McGivern
- Cole Hauser trong vai Jack Connors
- Ben Affleck trong vai Chesty Smith
- Anthony Rapp trong vai Richard "McGoo" Collins
- Amy Locane trong vai Sally Wheeler
- Peter Donat trong vai Hiệu trưởng Tiến sĩ Bartram
- Željko Ivanek trong vai ông Cleary, giáo viên dạy tiếng Pháp
- Kevin Tighe trong vai Huấn luyện viên McDevitt, huấn luyện viên bóng đá
- Michael Higgins trong vai ông Gierasch, giáo viên lịch sử
- Ed Lauter trong vai Alan Greene, cha của David
- Peter McRobbie trong vai Tuyên úy

## Quay phim

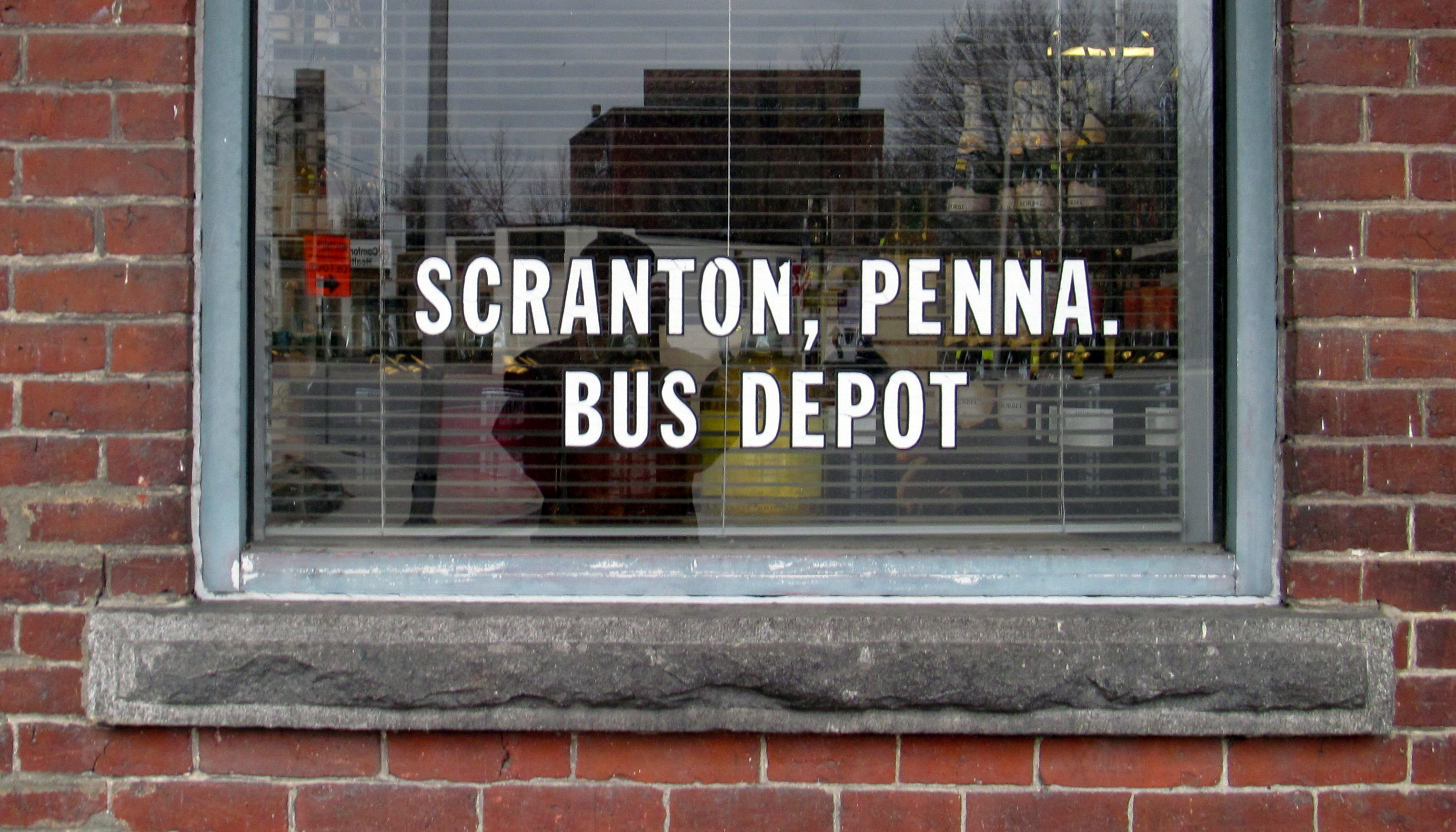
Đề-can "Trạm xe buýt Scranton, Penna." trên cửa sổ của một ga xe lửa cũ ở Leominster, được sử dụng để quay một cảnh phim.

Cảnh quay tại kho xe buýt ở Scranton, Pennsylvania, được quay tại một cửa hàng bán rượu (trước đây là nhà ga xe lửa) ở Leominster, Massachusetts. Cảnh quay tại quán ăn Skip's Blue Moon Diner được quay ở trung tâm thành phố Gardner, Massachusetts. Phần lớn bộ phim được quay tại trường Middlesex ở Concord, Massachusetts. Ngoài ra, Trường Groton, Học viện Worcester, Học viện Lawrence tại Groton và Trường St. Mark (tất cả các trường dự bị trong khu vực) cũng tham gia vào quá trình quay phim. Cảnh mở đầu là các phía nam và tây của Phố Wyandotte (Đường 378 đi về hướng Bắc), Nhà máy Thép Bethlehem và Nhà thờ Zion Lutheran từ trên cùng của nghĩa trang nhìn về phía tây bắc đến Phố 4 ở Bethlehem, Pennsylvania. Đoạn credit mở đầu cho thấy Mobile Station, Chip's Diner và Roxy Theater được quay trên Main Street ở Northampton, Pennsylvania. Cảnh trong đoạn credit mở đầu trước Dana's Luncheonette và một số cảnh bên trong được quay ở Lowell, Massachusetts. Roger Ebert nhận xét bộ phim mang lại "hiệu quả đáng ngạc nhiên",</ref> Bữa tối và cảnh khiêu vũ được quay tại Câu lạc bộ Lanam ở Andover, Massachusetts.

## Tiếp nhận
Bộ phim nhận được nhiều đánh giá trái chiều. Phim nhận điểm đánh giá 60% trên Rotten Tomatoes dựa trên 40 bài phê bình. Roger Ebert nhận xét bộ phim mang lại "hiệu quả đáng ngạc nhiên", trong khi Janet Maslin cho rằng phim "dễ đoán".

## Liên kết ngoại
- School Ties trên Internet Movie Database
- School Ties tại TCM Movie Database
- School Ties tại Box Office Mojo